# Classe Boris Chilikin
Le unità appartenenti alla classe Boris Chilikin (progetto 1559V/1593 secondo la classificazione russa) sono petroliere militari di grandi dimensioni, progettate per il rifornimento in mare della flotta militare russa. La classificazione russa per questo tipo di navi è Voyenyy Tanker (VT: petroliera militare).

## Sviluppo
La costruzione di queste navi è avvenuta presso i cantieri di San Pietroburgo, tra il 1971 ed il 1978. Si tratta di una versione leggermente modificata rispetto alle petroliere civili classe Velikiy Oktyabr. 
Tecnica
Queste navi hanno svolto (e svolgono tuttora) un ruolo molto importante nell'ambito del rifornimento della flotta russa, sia per quanto riguarda le imbarcazioni, sia gli equipaggi. Infatti, sono in grado di trasportare ben 8.250 tonnellate di nafta, 2.050 tonnellate di gasolio, 1.000 tonnellate di carburante per aerei, 900 tonnellate di acqua (di cui la metà potabile) e 250 tonnellate di olio lubrificante.
Inoltre, possono anche trasportare una piccola quantità (220 tonnellate) di merci generiche.

## Il servizio
La classe originale era formata da sei unità. Oggi rimangono ne in servizio cinque.
Flotta del Pacifico: 31ª Brigata di Appoggio Navale
- Boris Butoma
- Vladimir Kolyachitskiy

Flotta del Nord: 16ª Brigata di Supporto Navale
- Genrikh Gasanov
- Sergey Osipov

Flotta del Mar Nero: 472ª Brigata di Appoggio Navale
- Ivan Bubnov

La Boris Chilikin è stata trasferita all'Ucraina nel 1997.